# 프랑코포니
프랑코포니(프랑스어: La Francophonie)란 프랑스어를 모국어나 행정 언어로 쓰는 국가들로 구성된 국제 기구로서, 주로 적지 않은 인구가 프랑스어를 사용하는 프랑코폰(francophones)이거나 프랑스어 및 문화가 깊게 침투해 있는 곳이다.
공식적으로는 프랑스어권 국제 기구(Organization internationale de la Francophonie, OIF、International Organization of La Francophonie)라고 부른다. 국제 무대에서 프랑스어의 위상을 지키고 보급을 확대하기 위해 프랑스를 중심으로 창설되었다. 프랑스어는 영어가 국제 언어로 급부상하기 전인 제1차 세계 대전까지 유럽의 유일한 외교 언어였다.

## 역사
- 1970년 22개 정회원국 설립
- 1987년 기 제정

## 면적
32,113,604Km² 2024년 현재 기준

## 1970년 창립당시 현재 2025년 비교표
|             | 1970년-창립당시 | 2025년-현재                                                           |
| ----------- | --------------- | --------------------------------------------------------------------- |
| 면적        | 13,589,036Km²   | 32,113,604Km²                                                         |
| 회원국      | 22개국          | 83개국/5개 지방정부 구성                                              |
| 회원국 분류 | 정회원국 구성   | 정회원국/정회원지방정부+준회원국/준회원지방정부+참관국/참관국지방정부 |
| 점유율      | 9.1%            | 21.5%                                                                 |
| 지도        |                 |                                                                       |

## 체제
프랑코포니 공식 웹사이트에서 제공하는 관련 도식 참고: https://web.archive.org/web/20120215070227/http://www.francophonie.org/Organigramme-de-la-Francophonie.html

### 사무총장
1997년 총회에서 프랑스어권 국제 기구가 설립되면서, 사무총장제가 도입되었다. 초대 사무총장으로 유엔 사무총장을 지낸 이집트 출신의 아랍인으로 콥트파 신도인 부트로스 부트로스 갈리가 뽑혔다. 갈리는 2002년까지 재임했으며, 2003년부터는 세네갈 대통령을 지낸 압두 디우프가 맡고 있다. 디우프는 2006년 부쿠레슈티 정상회담에서 재선되었고, 2010년 몽트뢰 정상 회담에서 다시 한번 당선에 성공함으로써 현재까지(2014년 3월) 사무총장직을 맡고 있다.
| 역대  | 이름                   | 사진 | 출신 국가 | 생년월일         | 사망 일자       | 취임 일자        | 퇴임 일자        | 기타 경력 및 이력 |
| ----- | ---------------------- | ---- | --------- | ---------------- | --------------- | ---------------- | ---------------- | --- |
| 1대   | 부트로스 부트로스 갈리 |      | 이집트    | 1922년 11월 14일 | 2016년 2월 16일 | 1997년 11월 16일 | 2002년 12월 31일 | 1992년 1월 1일 ~ 1996년 12월 31일 제6대 유엔 사무총장 재임 |
| 2~4대 | 압두 디우프            |      | 세네갈    | 1935년 9월 7일   | 생존            | 2003년 1월 1일   | 2014년 12월 31일 | 2003년 1월 1일 ~ 2006년 9월 28일 - 2대 2006년 9월 29일 (루마니아 부쿠레슈티 제11회 정상회담 결과) ~ 2010년 10월 21일 - 3대 2010년 10월 22일 (캐나다 몽트뢰 제13회 정상회담 결과) ~ 2014년 12월 31일 - 4대 총 3차례 역임 |
| 5대   | 미카엘 장              |      | 캐나다    | 1957년 9월 6일   | 생존            | 2015년 1월 1일   | 2019년1월 2일    | 2005년 9월 27일 ~ 2010년 10월 1일 제27대 캐나다의 총독 재임 |
| 6대   | 루이즈 무시키와보      |      | 르완다    | 1961년 5월 22일  | 생존            | 2019년 1월 3일~  |                  | 2009년~2018년 르완다 외무장관 역임 |

### 정상 회담
2년마다 개최되는 프랑코포니 정상 회담은 프랑코포니 내에서 가장 큰 역할과 권위를 가지고 있다. 각 가맹국의 원수가 모두 참가하며 의장은 개최국 정부가 맡는데, 그 책임은 다음 정상 회담이 열릴 때까지 유지된다.
가맹국의 정부나 자치 지방의 수뇌가 그 날의 모든 국제 이슈에 대해서 토의하고 프랑코포니의 활동 전략과 목표를 세우는데, 이를 통해 프랑코포니의 국제 영향력 발휘를 보장한다.
| 회차 | 개최연도 | 개최일자              | 개최국가         | 개최지역/도시       | 회원국/회원지방 등급 | 회원국/회원지방 가입 연도 | 기타/특이사항                                           |
| ---- | -------- | --------------------- | ---------------- | ------------------- | -------------------- | ------------------------- | ------------------------------------------------------- |
| 1회  | 1986년   | 2월 17일 ~2월 19일    | 프랑스           | 파리                | 정회원국             | 1970년                    | 창립회원국/의장국/주도국/종주국/수장국                  |
| 2회  | 1987년   | 9월 2일 ~ 9월 4일     | 캐나다           | 퀘벡주 퀘벡         | 정회원국             | 1970년                    | 창립회원국                                              |
| 3회  | 1989년   | 5월 24일 ~ 5월 26일   | 세네갈           | 다카르              | 정회원국             | 1970년                    | 창립회원국                                              |
| 4회  | 1991년   | 11월 19일 ~ 11월 21일 | 프랑스           | 파리                | 정회원국             | 1970년                    |                                                         |
| 5회  | 1993년   | 10월 16일 ~ 10월 18일 | 모리셔스         | 그랑베              | 정회원국             | 1970년                    | 창립회원국                                              |
| 6회  | 1995년   | 12월 2일 ~ 12월 4일   | 베냉             | 코토누              | 정회원국             | 1970년                    | 창립회원국                                              |
| 7회  | 1997년   | 11월 14일 ~ 11월 16일 | 베트남           | 하노이              | 정회원국             | 1970년                    | 창립회원국/이 회담결과 프랑스어권 국제 기구(OIF)가 출범 |
| 8회  | 1999년   | 9월 3일 ~ 9월 5일     | 캐나다           | 뉴브런즈윅주 멍크턴 | 준회원 지방          | 1977년                    | 지방정부                                                |
| 9회  | 2002년   | 10월 18일 ~ 10월 20일 | 레바논           | 베이루트            | 정회원국             | 1977년                    |                                                         |
| 10회 | 2004년   | 11월 26일 ~ 11월 27일 | 부르키나파소     | 와가두구            | 정회원국             | 1970년                    | 창립회원국                                              |
| 11회 | 2006년   | 9월 28일 ~ 9월 29일   | 루마니아         | 부쿠레슈티          | 정회원국             | 1991년                    | 최초 비프랑스어권 국가 개최                             |
| 12회 | 2008년   | 10월 17일 ~ 10월 19일 | 캐나다           | 퀘벡주 퀘벡         | 정회원국             | 1970년                    |                                                         |
| 13회 | 2010년   | 10월 22일 ~ 10월 24일 | 스위스           | 몽트뢰              | 정회원국             | 1996년                    | 마다가스카르 개최예정-> 정치적 혼란 개최지 변경         |
| 14회 | 2012년   | 10월 12일 ~ 10월 14일 | 콩고 민주 공화국 | 킨샤사              | 정회원국             | 1977년                    |                                                         |
| 15회 | 2014년   | 11월 28일 ~ 11월 30일 | 세네갈           | 다카르              | 정회원국             | 1970년                    |                                                         |
| 16회 | 2016년   | 11월 26일 ~ 11월 27일 | 마다가스카르     | 안타나나리보        | 정회원국             | 1970년                    | 대한민국 준회원 자격 가입                               |
| 17회 | 2018년   | 10월 11일 ~ 10월 12일 | 아르메니아       | 예레반              | 정회원국             | 2008년                    |                                                         |
| 18회 | 2022년   | 11월 19일 ~ 11월 20일 | 튀니지           | 제르바섬            | 정회원국             | 1970년                    |                                                         |
| 19회 | 2024년   | 10월 4일 ~ 10월 5일   | 프랑스           | 빌레르 코트레 파리  | 정회원국             | 1970년                    |                                                         |

### 각료 회의
정상 회담의 정치적 지속성과 지난 회담에서 결정된 사항이 이행되고 있는지를 보장하기 위해 매년 열린다. 또한 신입 가맹국과 참관국이 다음 정상 회담에 참가하도록 중용한다.

### 상임 이사국
각 프랑코포니 상임 이사국의 외교관들이 모이는 회의로 프랑코포니 사무총장이 의장이며 각료 회의보다 권한이 아래인데, 주 목적은 정상 회담을 계획하는 것이다. 또한 회담 중 결정된 사항이 잘 집행되는지 감시하고 예산안을 검토한다.

## 목적
프랑스어권 국제 기구는 프랑코포니 정상 회담에서 정한 기구 목적에 따라 정치 활동 및 국가간 협력을 지휘한다. 정상 회담에서는 가맹국 수뇌들이 모여 국제 정세 및 세계 경제, 프랑스어 지위 신장을 위한 협력, 인권 문제, 교육, 문화, 민주주의 발전 등의 주제에 대해 논의한다. 프랑코포니의 활동은 4년 단위로 계획되며 그 가맹국들이 자금을 댄다.
기구의 역할 및 목적은 〈프랑코포니 헌장〉(Charte de la Francophonie)에 명시되어 있다. 현재의 프랑코포니 헌장은 2005년 11월 25일 안타나나리보에서 채택된 것이다. 2004년 11월 26일~27일 와가두구 정상 회담에서는 2004년에서 2014년까지의 활동 계획서를 채택했다.
프랑코포니 정상 회담에서 정한 4대 목적은 다음과 같다.
1. 프랑스어와 프랑스어권의 문화 및 언어 다양성 신장
2. 세계 평화 및 인권과 민주주의의 신장
3. 고등 교육과 과학 연구 지원
4. 지속적인 발전을 위한 협력 확대[5]

## 프랑코포니 가맹국
프랑코포니에 가입한 나라들은 프랑스어 사용국 및 과거 프랑스의 식민 지배와 벨기에의 식민 지배를 받은 나라가 주를 이루고 있으나, 일부 아랍 국가들(이집트)과 기타 국가들(불가리아, 루마니아 등)도 포함되어 있다. 그러나 알제리는 '식민주의의 잔재'라는 이유로 가입하지 않고 있다. 시리아도 가입하지 않았다.
본부는 프랑스의 파리에 있으며, 2년마다 정상 회담(프랑스어: Sommet de la Francophonie)을 개최한다.
2006년 프랑코포니 정상회담은 9월 28일과 9월 29일 이틀간 루마니아의 부쿠레슈티에서 열렸다. 이 정상회담의 결과 기존의 4개 준회원국(알바니아, 안도라, 마케도니아, 그리스)이 정회원국이 되었고, 영연방의 가나와 키프로스가 준회원국이 되었고, 포르투갈 식민지였던 모잠비크, 유고슬라비아에 속했던 세르비아, 소련에 속했던 우크라이나가 신규 참관국이 되었다.
2008년 캐나다 퀘벡에서 열린 정상회담 결과 라트비아와 태국이 새롭게 참관국 자격을 획득했고, 참관국인 아르메니아는 '준회원국을 통과하여 상설회원국으로' 진입하고 있다고 했다. 이는 실제로는 프랑스어권이 아니지만 국제무대에서 프랑스어를 사용하려는 의지 등이 참작된 것으로 준회원에 해당하는 지위다. 2010년 10월 22일, 5개국(보스니아 헤르체고비나, 몬테네그로, 에스토니아, 아랍에미리트, 도미니카 공화국)이 참관국의 자격을 획득했다. 이로써 국제프랑코포니기구는 54개 정회원국(3개 지방정부), 7개 준회원국 및 27개 참관국으로 규모가 확대됐다. 2016년 아르헨티나가 참관국으로 신규 가입했다. 하지만 프랑스어를 공식어로 채택하고 있는 나라는 32개(29개 독립국, 3개 지방정부)에 불과하다.

## 회원국
| 번호 | 회원국명/회원지방정부  | 가입연도 | 회원국/회원지방 등급      | 언어                                   | 지역                          | 면적(km2) | 기타 |
| ---- | ---------------------- | -------- | ------------------------- | -------------------------------------- | ----------------------------- | --------- | --- |
| 1    | 프랑스                 | 1970년   | 정회원국                  | 프랑스어                               | 서유럽                        | 653,308   | 창립회원국 누벨칼레도니를 제외한 해외영토 포함 의장국/주도국/종주국/수장국                                                                             |
| 2    | 알바니아               | 1999년   | 정회원국                  | 알바니아어                             | 남동유럽, 발칸반도            | 28,748    | |
| 3    | 안도라                 | 2004년   | 정회원국                  | 카탈루냐어                             | 남유럽                        | 468       | |
| 4    | 아르헨티나             | 2016년   | 참관국                    | 스페인어                               | 라틴아메리카                  | 2,791,810 | |
| 5    | 아르메니아             | 2008년   | 정회원국                  | 아르메니아어                           | 남캅카스                      | 29,800    | |
| 6    | 오스트리아             | 2004년   | 참관국                    | 독일어                                 | 중앙유럽                      | 83,858    | |
| 7    | 벨기에                 | 1970년   | 정회원국                  | 네덜란드어,프랑스어 , 독일어           | 서유럽, 베네룩스              | 13,528    | 창립회원국 벨기에 프랑스어 공동체를 제외한 면적 전체 면적 - 30,528km2                                                                                  |
| 8    | 벨기에 프랑스어 공동체 | 1980년   | 정회원국/정회원 지방 정부 | 프랑스어                               | 서유럽, 베네룩스              | 17,000    | |
| 9    | 베냉                   | 1970년   | 정회원국                  | 프랑스어                               | 서아프리카                    | 112,620   | 창립회원국 |
| 10   | 보스니아 헤르체고비나  | 2010년   | 참관국                    | 보스니아어, 크로아티아어, 세르비아어   | 남동유럽                      | 51,209    | |
| 11   | 불가리아               | 1993년   | 정회원국                  | 불가리아어                             | 남동유럽                      | 110,912   | |
| 12   | 부르키나파소           | 1970년   | 정회원국                  | 프랑스어                               | 서아프리카                    | 274,200   | 창립회원국 |
| 13   | 부룬디                 | 1970년   | 정회원국                  | 프랑스어, 룬디어                       | 동아프리카                    | 27,834    | 창립회원국 |
| 14   | 캄보디아               | 1970년   | 정회원국                  | 크메르어                               | 동남아시아                    | 181,035   | 창립회원국 |
| 15   | 카메룬                 | 1991년   | 정회원국                  | 프랑스어, 영어                         | 중앙아프리카                  | 475,442   | |
| 16   | 캐나다 ( 뉴브런즈윅주) | 1977년   | 정회원국/정회원 지방정부  | 프랑스어, 영어                         | 앵글로아메리카                | 73,437    | |
| 17   | 캐나다 ( 온타리오주)   | 2016년   | 준회원국/준회원 지방정부  | 영어                                   | 앵글로아메리카                | 1,076,000 | |
| 18   | 캐나다 ( 퀘벡주)       | 1971년   | 정회원국/정회원 지방정부  | 프랑스어                               | 앵글로아메리카                | 1,667,441 | 캐나다 최대 프랑스어권 |
| 19   | 캐나다                 | 1970년   | 정회원국                  | 프랑스어, 영어                         | 앵글로아메리카                | 7,167,792 | 창립회원국 뉴브런즈윅주, 온타리오주, 퀘벡주를 제외한 나머지 캐나다 면적 전체 면적 - 9,984,670km2                                                       |
| 20   | 카보베르데             | 1996년   | 정회원국                  | 포르투갈어                             | 서아프리카                    | 4,033     | |
| 21   | 중앙아프리카 공화국    | 1970년   | 정회원국                  | 프랑스어, 상고어                       | 중앙아프리카                  | 622,984   | 창립회원국 |
| 22   | 키프로스               | 2006년   | 준회원국                  | 그리스어, 튀르키예어                   | 서아시아                      | 9,251     | |
| 23   | 코모로                 | 1977년   | 정회원국                  | 프랑스어 , 아랍어, 코모로어            | 남아프리카                    | 2,235     | |
| 24   | 콩고 공화국            | 1981년   | 정회원국                  | 프랑스어                               | 중앙아프리카                  | 342,000   | |
| 25   | 콩고 민주 공화국       | 1977년   | 정회원국                  | 프랑스어                               | 중앙아프리카                  | 2,344,858 | |
| 26   | 베트남                 | 1970년   | 정회원국                  | 베트남어                               | 동남아시아                    | 331,689   | 창립회원국, 1970년부터 1975년까지 남베트남 자격이었다가 멸망으로 1975년부터 통일 베트남 자격이 되었다.                                                 |
| 27   | 코스타리카             | 2014년   | 참관국                    | 스페인어                               | 중앙아메리카                  | 51,100    | |
| 28   | 코트디부아르           | 1970년   | 정회원국                  | 프랑스어                               | 서아프리카                    | 322,463   | 창립회원국 |
| 29   | 크로아티아             | 2004년   | 참관국                    | 크로아티아어                           | 남동유럽, 발칸반도            | 56,538    | |
| 30   | 지부티                 | 1977년   | 정회원국                  | 프랑스어, 아랍어                       | 동아프리카                    | 23,200    | |
| 31   | 도미니카 연방          | 1979년   | 정회원국                  | 영어                                   | 앵글로아메리카, 카리브해      | 751       | |
| 32   | 이집트                 | 1983년   | 정회원국                  | 아랍어                                 | 북아프리카                    | 1,001,449 | |
| 33   | 아랍에미리트           | 2010년   | 준회원국                  | 아랍어                                 | 서아시아                      | 83,600    | |
| 34   | 에스토니아             | 2010년   | 참관국                    | 에스토니아어                           | 북유럽, 발트 3국              | 45,227    | |
| 35   | 북마케도니아           | 2001년   | 정회원국                  | 마케도니아어                           | 남동유럽, 발칸반도            | 25,720    | |
| 36   | 가봉                   | 1970년   | 정회원국                  | 프랑스어                               | 아프리카                      | 267,668   | 창립회원국 |
| 37   | 조지아                 | 2004년   | 참관국                    | 조지아어                               | 남카프카스                    | 697,000   | |
| 38   | 가나                   | 2006년   | 준회원국                  | 영어                                   | 서아프리카                    | 238,533   | |
| 39   | 그리스                 | 2004년   | 정회원국                  | 그리스어                               | 남유럽                        | 131,957   | |
| 40   | 기니                   | 1981년   | 정회원국                  | 프랑스어                               | 서아프리카                    | 245,857   | |
| 41   | 기니비사우             | 1979년   | 정회원국                  | 포르투갈어                             | 서아프리카                    | 36,125    | |
| 42   | 적도 기니              | 1989년   | 정회원국                  | 프랑스어, 스페인어                     | 중앙아프리카                  | 28,051    | |
| 43   | 아이티                 | 1970년   | 정회원국                  | 프랑스어, 아이티어                     | 북아메리카, 카리브 공동체     | 27,750    | 창립회원국 |
| 44   | 헝가리                 | 2004년   | 참관국                    | 헝가리어                               | 중앙유럽                      | 93,032    | |
| 45   | 코소보                 | 2014년   | 준회원국                  | 알바니아어, 세르비아어                 | 남동유럽, 중앙유럽            | 10,887    | |
| 46   | 라오스                 | 1991년   | 정회원국                  | 라오스어                               | 동남아시아                    | 236,800   | |
| 47   | 라트비아               | 2008년   | 참관국                    | 라트비아어                             | 북유럽, 발트3국               | 64,600    | |
| 48   | 레바논                 | 1973년   | 정회원국                  | 아랍어                                 | 서아시아                      | 10,400    | |
| 49   | 리투아니아             | 1999년   | 참관국                    | 리투아니아어                           | 북유럽, 발트3국               | 65,300    | |
| 50   | 룩셈부르크             | 1970년   | 정회원국                  | 프랑스어, 독일어                       | 서유럽, 베네룩스              | 2,586     | 창립회원국 |
| 51   | 마다가스카르           | 1989년   | 정회원국                  | 프랑스어, 말라가시어                   | 남아프리카                    | 587,041   | 창립회원국 1970년~1979년 활동, 1979년 탈퇴, 1989년 재가입                                                                                              |
| 52   | 말리                   | 1970년   | 정회원국                  | 프랑스어                               | 서아프리카                    | 1,240,192 | 창립회원국 2020년 말리 쿠데타 8월 20일 회원국 정지 |
| 53   | 모로코                 | 1981년   | 정회원국                  | 프랑스어, 아랍어                       | 북아프리카, 마그레브          | 446,550   | 서사하라 면적 제외 |
| 54   | 모리셔스               | 1970년   | 정회원국                  | 프랑스어, 영어                         | 남아프리카                    | 2,040     | 창립회원국 |
| 55   | 모리타니               | 1980년   | 정회원국                  | 아랍어                                 | 서아프리카                    | 1,025,520 | |
| 56   | 멕시코                 | 2014년   | 참관국                    | 스페인어                               | 중앙아메리카, 라틴 아메리카   | 1,964,375 | |
| 57   | 몰도바                 | 1996년   | 정회원국                  | 루마니아어                             | 남동유럽                      | 3,385     | |
| 58   | 모나코                 | 1970년   | 정회원국                  | 프랑스어                               | 남유럽                        | 200       | 창립회원국 |
| 59   | 몬테네그로             | 2010년   | 참관국                    | 몬테네그로어                           | 남동유럽, 발칸반도            | 13,812    | |
| 60   | 모잠비크               | 2006년   | 참관국                    | 포르투갈어                             | 남아프리카                    | 799,379   | |
| 61   | 니제르                 | 1970년   | 정회원국                  | 프랑스어                               | 서아프리카                    | 1,267,000 | 창립회원국 |
| 62   | 누벨칼레도니           | 2016년   | 준회원 지방               | 프랑스어                               | 오세아니아                    | 18,000    | |
| 63   | 폴란드                 | 1997년   | 참관국                    | 폴란드어                               | 중앙유럽                      | 312,685   | |
| 64   | 카타르                 | 2012년   | 준회원국                  | 아랍어                                 | 서아시아                      | 11,586    | |
| 65   | 도미니카 공화국        | 2010년   | 참관국                    | 스페인어                               | 중앙아메리카, 카리브해 공동체 | 48,671    | |
| 66   | 체코                   | 1999년   | 참관국                    | 체코어                                 | 중앙유럽                      | 78,866    | |
| 67   | 루마니아               | 1993년   | 정회원국                  | 루마니아어                             | 남동유럽, 발칸반도            | 238,391   | |
| 68   | 르완다                 | 1970년   | 정회원국                  | 프랑스어, 영어, 르완다어               | 동아프리카, 중앙아프리카      | 26,338    | 창립회원국 |
| 69   | 세인트루시아           | 1981년   | 정회원국                  | 프랑스어, 영어                         | 중앙아메리카, 카리브해 공동체 | 539       | |
| 70   | 상투메 프린시페        | 1999년   | 정회원국                  | 포르투갈어                             | 중앙아프리카                  | 964       | |
| 71   | 세네갈                 | 1970년   | 정회원국                  | 프랑스어                               | 서아프리카                    | 196,722   | 창립회원국 |
| 72   | 세르비아               | 2006년   | 준회원국                  | 세르비아어                             | 남동유럽, 발칸반도            | 88,361    | |
| 73   | 세이셸                 | 1976년   | 정회원국                  | 프랑스어, 영어, 세이셸 크리올          | 남아프리카                    | 455       | |
| 74   | 슬로바키아             | 2002년   | 참관국                    | 슬로바키아어                           | 중앙유럽                      | 49,033    | |
| 75   | 슬로베니아             | 1999년   | 참관국                    | 슬로베니아어                           | 중앙유럽                      | 20,256    | |
| 76   | 스위스                 | 1996년   | 정회원국                  | 독일어,프랑스어 , 이탈리아어, 로만슈어 | 중앙유럽                      | 41,284    | |
| 77   | 차드                   | 1970년   | 정회원국                  | 프랑스어 , 아랍어                      | 중앙아프리카                  | 1,284,000 | 창립회원국 |
| 78   | 태국                   | 2008년   | 참관국                    | 태국어                                 | 동남아시아                    | 513,120   | 2014년 태국 쿠데타로 인해 2014년 6월 27일부터 자격 정지 처분을 받은 상태                                                                               |
| 79   | 토고                   | 1970년   | 정회원국                  | 프랑스어                               | 서아프리카                    | 56,785    | 창립회원국 |
| 80   | 튀니지                 | 1970년   | 정회원국                  | 아랍어                                 | 북아프리카, 마그레브          | 163,610   | 창립회원국 |
| 81   | 우크라이나             | 2006년   | 참관국                    | 우크라이나어                           | 동유럽                        | 603,700   | 2014년부터 러시아가 실효 지배하고 있는 크림반도(크림 공화국과 세바스토폴)를 포함한 면적[크림반도(크림 공화국과 세바스토폴)를 제외한 면적은 576,664km2] |
| 82   | 우루과이               | 2012년   | 참관국                    | 스페인어                               | 라틴 아메리카                 | 176,220   | |
| 83   | 바누아투               | 1979년   | 정회원국                  | 프랑스어, 영어, 비슬라마어             | 오세아니아                    | 12,189    | |
| 84   | 대한민국               | 2016년   | 참관국                    | 한국어                                 | 동북아시아                    | 100,210   | 2016년 11월 26일~11월 27일 마다가스카르 안타나나리보에서 개최된 16회 회담에서 참관국 자격으로 가입                                                     |
| 85   | 미국 ( 루이지애나주)   | 2018년   | 참관국/참관 지방정부      | 영어 (사실상)                          | 앵글로아메리카                | 134,382   | 프랑스어 사용 |
| 86   | 아일랜드               | 2018년   | 참관국                    | 아일랜드어, 영어                       | 서유럽                        | 70,273    | |
| 87   | 몰타                   | 2018년   | 참관국                    | 몰타어, 영어                           | 남유럽                        | 316       | |
| 88   | 감비아                 | 2018년   | 참관국                    | 영어                                   | 서아프리카                    | 10,380    | |

## 같이 보기
- 프랑코포니 경기 대회